# Geranomyia scolopax
Geranomyia scolopax is een tweevleugelige uit de familie steltmuggen (Limoniidae). De soort komt voor in het Neotropisch gebied.